# Buccaneer (máy in 3D)
Buccaneer là một máy in 3D được thiết kế bởi công ty khởi nghiệp Singapore Pirate3D Inc. Pirate3D được đồng sáng lập bởi Giáo sư Neo Kok Beng (Phó Giáo sư tại Đại học Quốc gia Singapore) và 3 sinh viên tốt nghiệp đại học - Brendan Goh, Tsang You Jun và Roger Chang. Nó bắt đầu chiến dịch của mình trên Kickstarter, nhanh chóng có được sức hút. Nó đã được công nhận bởi Siliconangle là một trong những máy in 3D thành công nhất trên Kickstarter. Tuy nhiên, nó gặp phải một số vấn đề trong suốt quá trình sản xuất. Công ty đã thừa nhận các vấn đề về dòng tiền trong tháng 10 năm 2015 và, kể từ ngày 1 tháng 8 năm 2016, không có thêm thông tin nào về công ty đã được chia sẻ với những người ủng hộ hoặc với công chúng.

## Lích sử
Buccaneer ra đời vì Brendan Goh và You Jun đã phải thiết kế nguyên mẫu cho các dự án trường học thường xuyên và chi phí lớn dẫn đến việc họ thử nghiệm với các máy in 3D mới. Họ chia sẻ chi phí với Roger Chang để mua một máy in 3D của Ultimaker. Thử nghiệm với máy in đã làm nảy sinh ý tưởng thiết lập một công ty in 3D. Tuy nhiên, giáo sư Neo Kok Beng khuyên họ thay vào đó hãy xây dựng một máy in tốt hơn để bán.
Vào ngày 30 tháng 5 năm 2013, dự án đã được chia sẻ trên Kickstarter để gây quỹ. Mục tiêu ban đầu là 100.000 đô la Mỹ đã đạt được trong vòng 10 phút. Chiến dịch đã vượt mốc 500.000 USD trong bốn ngày.
Vào ngày 29 tháng 6 năm 2013, chiến dịch gọi vốn cộng đồng của Buccaneer đã kết thúc thành công với số tiền tăng lên $ 1,438,765 và 3,520 đô la Mỹ. Khi chiến dịch đạt được mục tiêu kéo dài 500.000 USD, 10 máy in Buccaneer 3D sẽ được quyên góp và đào tạo về công nghệ 3D, thiết kế và phát triển ứng dụng sẽ được thực hiện cho các tổ chức châu Phi được chọn.
Tuy nhiên, mặc dù chạy thành công chiến dịch, nhiều tranh cãi nổi lên do sự chậm trễ trong lịch biểu, sự khác biệt trong thông số kỹ thuật thực tế từ thiết kế được đề xuất và sự chậm trễ trong việc hoàn lại tiền.
Công ty đã thừa nhận các vấn đề về dòng tiền trong tháng 10 năm 2015 và làm rõ thêm về Kickstarter một ngày sau đó một bài viết tiếp theo đã được xuất bản từ những bài đăng này đã đi vào chi tiết về lịch sử của công ty và nơi mà 1,4 triệu trong quỹ Kickstarter đã ra đi.
Kể từ ngày 1 tháng 8 năm 2016, không có thêm thông tin nào về công ty được chia sẻ với những người ủng hộ hoặc với công chúng.

## Tranh cãi
1. Sự chậm trễ về bàn gia nhiệt & sản phẩm Loạt máy in 3D đầu tiên được dự kiến sẽ được giao vào tháng 2 năm 2014. Tuy nhiên, vào tháng 7 năm 2014, người sáng lập của Buccaneer đã đưa ra lựa chọn giữa việc nhận máy chất lượng thấp hơn vào ngày trước đó hoặc nhận được máy phù hợp với đề xuất của họ sau một ngày.
Những người ủng hộ đã thất vọng khi họ cảm nhận công ty không có khả năng cung cấp như đã hứa nhiều lần.
2. Đặc điểm kỹ thuật thật sự khác nhau rất nhiều Những người ủng hộ Buccaneer từ Kickstarter đã rất tức giận khi phát hiện ra rằng thông số kỹ thuật của máy Pirate3D khác biệt đáng kể so với thông số kỹ thuật trong đề xuất của Buccaneer. Các hỗ trợ ABS, bàn in tự động, hiệu chuẩn bàn tự động, cấp sợi tự động và hệ thống lọc không khí họ đã hứa sẽ tích hợp đã được loại trừ trong giao thức cuối cùng. Các nhà đầu tư từ Kickstarter đã thất vọng về hướng mà máy đã hướng đến và đã yêu cầu trả lại số tiền đầu tư của họ.
Trong một tuyên bố chính thức từ Buccaneer, họ nói rằng sự chậm trễ với bàn gia nhiệt là do vấn đề độ tin cậy nghiêm trọng. Nhiệt sinh ra từ bàn gia nhiệt đã làm tan rã các thành phần bên trong và các bộ phận của máy, gây ra sự hư hỏng nhanh chóng của thiết bị. Do đó, đã có thời gian chết đáng kể để cấu hình lại và gửi phiên bản bàn gia nhiệt của họ.
Để đáp lại sự phản đối kịch liệt này, Buccaneer đã có kế hoạch phát triển một bản vá phần mềm cho ABS, và cũng bao gồm một bàn gia nhiệt trong các lô hàng tiếp theo cho lô hàng tháng 4 trở đi. Buccaneer cũng cho phép hoàn tiền cho người ủng hộ.
3. Trì hoãn hoàn tiền Vào ngày 13 tháng 9 năm 2014, nhiều khách hàng đã nêu lên sự bất hạnh với Pirate3D như Pirate3D đã phát hành khoản tiền hoàn lại được hẹn vào hai năm sau. Nhân sự chậm trễ của lô hàng, Pirate3D cung cấp cho khách hàng một sự lựa chọn giữa một khoản hoàn lại thanh toán hoặc là tiếp tục chờ đợi lô hàng. Khách hàng đã chọn khoản tiền hoàn lại đã được hứa sẽ trả lại tiền trong vòng một năm. Ngày hôm sau, Pirate3D nhanh chóng đưa ra một tuyên bố, ghi nhận sai sót do lỗi kỹ thuật trong kịch bản của họ được sử dụng để tính ngày hoàn tiền. Các email sau đó được gửi đi mà không cần kiểm tra trước. Một lời xin lỗi công khai sau đó được phát hành trên Twitter. Email để sửa đổi hiện trạng được gửi đi sau đó. Tuy nhiên, công ty chưa bao giờ hoàn lại tiền.
4. Sự chậm trễ trong phân phối sản phẩm
Buccaneer phải đối mặt với sự chậm trễ kéo dài trong việc phân phối sản phẩm, dẫn đến phản đối kịch liệt của công chúng. Trong một tuyên bố chính thức, Buccaneer trích dẫn những lý do sau
i. Độ tin cậy bao bì và giao hàng
Buccaneer báo cáo rằng các thiết bị bị hư hỏng thường xuyên trong quá trình vận chuyển và giao hàng. Do đó, Buccaneer đã  thiết kế lại bao bì và tăng cường bảo vệ máy từ bao bì. Tuy nhiên, bao bì được cải thiện vẫn không đủ khả năng để bảo vệ đầy đủ.
Buccaneer hiện đang xem xét các thử nghiệm giảm nghiêm ngặt hơn để xác định sức mạnh của bao bì để đảm bảo máy in đến tay khách hàng trong tình trạng tốt. Nhóm thiết kế hiện đang làm việc trên một thiết kế bao bì mới.
ii. Thiết bị điện tử yếu
Khách hàng thường xuyên khiếu nại về các vấn đề kết nối thiết bị của họ với Buccaneer. Thiết bị này cũng mất giá nhanh hơn mong đợi. Điều này là do sự tăng vọt điện áp.
.
iii. Vấn đề lắp ráp
Buccaneer không được thiết kế để sản xuất, dẫn đến lãng phí thời gian quá mức trong quá trình sản xuất. Do đó, công ty có kinh nghiệm chi phí cao hơn bắt nguồn từ nhiều nhân lực cần thiết, và nhiều vấn đề chất lượng.
Để đối phó với vấn đề này, Buccaneer đã tuyển dụng một nhà thiết kế công nghiệp mới để dẫn dắt nhóm nghiên cứu xác định các khu vực có vấn đề và thực hiện các chiến lược mới để giải quyết vấn đề.
iv. Các vấn đề về hiệu chuẩn tự động
Tự động hiệu chuẩn cảm biến quang học trong Buccaneer không có độ chính xác nhất quán. Vấn đề đọc tắt xảy ra trong 20% các bản in, đặc biệt là trên trục z. Điều này dẫn đến hiệu suất kém của Buccaneer khi in các mẫu thử có chiều cao lớn.
Buccaneer đã tìm cách thông qua vấn đề bằng cách tiến hành các nghiên cứu để xác định nguyên nhân của việc tắt khi đọc. Các kỹ sư chạy thử nghiệm để xác định xem độ chính xác của các kết quả đọc quang học có bị ảnh hưởng do nhiệt sinh ra từ bàn gia nhiệt hay không.

## Thông số kỹ thuật
Máy in
| Công nghệ in            | CHẾ TẠO BẰNG SỢI NÓNG CHẢY |
| Độ phân giải lớp tối đa | 50 MICRON (0.05 mm)        |
| Đường kính sợi in       | 1.75 mm                    |
| Dung lượng hộp mực      | 400 g                      |
| Kích thước in tối đa    | 130 mm × 96 mm × 139 mm    |
| Đường kính vòi phun     | 0.4 mm                     |
| Trọng lượng sản phẩm    | 8 kg                       |
| Thí dụ                  | Thí dụ                     |

Phần cơ khí
| Khung             | Khung thép không gỉ dập tấm        |
| Nền tảng xây dựng | Polycarbonate không gia nhiệt      |
| Thân máy          | Polycarbonate ép phun              |
| Trục XYZ          | Ray trượt tuyến tính               |
| Động cơ bước      | Góc mỗi bước 1.8 ° với vi bước 1/6 |

Phần mềm
| Gói phần mềm | Ứng dụng di động và máy tính |
| Hệ điều hành | iPhone, Android, PC          |
| Loại tập tin | STL, Smart-object-file       |
| Kết nối      | Wireless, Các nút WIFI       |

Điện
| Yêu cầu về nguồn        | 19 V, 4.1 A tối đa               |
| Nhiệt độ hoạt động      | 15 °C – 32 °C                    |
| Đầu vào điện xoay chiều | 100 V - 240 V, 1.5 A, 50 – 60 Hz |

## Hoạt động của máy
Buccaneer có thể dễ dàng cài đặt. Người dùng phải tải xuống ứng dụng Buccaneer để tạo đối tượng với nó. Ứng dụng này cho phép người dùng dễ dàng chỉnh sửa và tạo các đối tượng cơ bản mà không phải học cách sử dụng phần mềm tạo mô hình 3D. Người dùng có thể chọn kết nối máy in với PC hoặc làm việc từ thiết bị di động. Sau khi thiết lập và thiết kế xong, hình ảnh có thể được chia sẻ với các đồng nghiệp, hoặc được gửi đến Buccaneer để in.

## Dự án: Kỷ niệm có thể chạm được
Pirate3D ra mắt "Những kỷ niệm có thể chạm được", một thử nghiệm xã hội, nhắm vào những người không có thị lực. Đây là một dự án in 3D in ảnh thường xuyên vào các tác phẩm điêu khắc 3D bằng cách sử dụng Buccaneer.
Dự án này giúp người khiếm thị "nhìn thấy", bằng cách cho phép họ diễn giải các bức ảnh và trải nghiệm chúng theo cách riêng của họ, tương tự như cách dùng chữ nổi cho phép người mù giải thích văn bản viết.
Những kỷ niệm có thể chạm được đã được ghi lại thành một bộ phim tài liệu kể về năm người từ nhiều nơi trên thế giới, Gabor, Mario, Meritxell, Yassine và Daniela, những người đã trở nên khiếm thị theo thời gian. Phim tài liệu được quay bởi nhà làm phim người Brazil Marco Aslan.
Dự án là tạo ra nhận thức về những khả năng vô tận của việc sử dụng công nghệ để làm cho cuộc sống tốt đẹp hơn.

## Giải thưởng
Máy in 3D Buccaneer được trao giải "Best in Show" năm 2014 trong Tuần lễ CE, triển lãm thương mại và hội nghị thương mại mới của ngành công nghiệp điện tử tiêu dùng, được tổ chức tại thành phố New York.